# Alberto Rondalli
Alberto Rondalli (* 1960 in Lecco) ist ein italienischer Filmregisseur und Drehbuchautor.

## Leben
Rondalli arbeitete ab 1989 beim Theater mit Eugenio Barba zusammen (Inszenierungen zwischen 1990 und 1992 u. a. von Sceriffo 2 von Renzo Casali und Harold-Pinter-Stücken) und besuchte Filmkurse an der „Ipotesi Cinema“ von Ermanno Olmi; dabei studierte er u. a. bei Krzysztof Kieślowski. 1993 erschien sein Kinoerstling Quam mirabilis, der zwar als äußerst interessant eingestuft, dem aber auch aufgrund einer Länge von etwa einer Stunde keine Verleihchance geboten wurde. Nach dem zwei Jahre später gedrehten Padre Pio da Pietrelcina, der fürs Fernsehen konzipiert war, präsentierte Rondalli 2001 Il derviscio beim Filmfestival Locarno (bei dem er auch ausgezeichnet wurde), dessen Drehbuch nach dem Roman Il derviscio e la morte von Mesa Selimovic gestaltet wurde. Erneut standen sehr positiven Kritiken kaum Kinobesucherzahlen gegenüber. 2007 erschien das Filmdrama L'aria del lago und 2013 eine szenische Dokumentation über das Leben und Wirken Giuseppe Garibaldis.

## Filmografie (Auswahl)
- 1993: Quam mirabilis
- 1995: Padre Pio da Pietrelcina
- 2001: Il derviscio
- 2007: L'aria del lago
- 2013: Garibaldi – Held zweier Welten (Anita e Garibaldi)
- 2017: Agadah (Die Handschrift von Saragossa)